# 애프터매스 엔터테인먼트
애프터매스 엔터테인먼트(Aftermath Entertainment)는 힙합 아티스트이자 프로듀서인 닥터 드레가 설립한 미국의 레코드 레이블이다. 이는 유니버셜 뮤직 그룹의 보조 단체로 기능하며, 그 안에 분포되어 있다. 현재 소속 멤버로는 닥터 드레, 에미넴, 켄드릭 라마, 존 코너, 저스틴 모를레 등이 있고, 전 멤버로는 50 센트, 버스타 라임즈, 더 게임, 랙원, 이브, 라킴 등이 있다. 이들은 발매된 20장의 앨범 중 16장의 앨범에서 플래티넘이나 그 이상 등급의 RIAA certifications을 취득하였다.

## 초창기
데스 로우 레코드를 나온 닥터 드레는 1996년 6월 자신의 새 힙합 레이블을 인터스코프 레코드를 통해 설립했다. 첫 번째로 그의 앨범 'Dr. Dre Presents the Aftermath'이라는 컴필레이션 앨범을 발매했고, 이 앨범에 여러랩퍼들을 참여시키면서 에프터매스를 알리게 되었다. 1997년 프로젝트 그룹 The Firm( AZ, Foxy Brown, 나스, Nature)에 앨범을 제작해주기도 했다.

## 성공
그 후 King Tee를 영입하고, 앨범을 같이 했던 라킴을 영입하려 했으나, 계약이 성립되지 않았다.
1998년 에미넴을 영입, 'The Slim Shady LP'라는 첫 앨범을 발매하여, 빌보드차트에 오르게되며, '플래티늄급 앨범'이 되었다. 또한 1999년 닥터 드레도 '2001'을 발매하며, 더블 플래티늄 앨범을 받았다. 2003년 Slim Shady Record와 같이 50 Cent의 첫앨범 'Get Rich Or Die Tryin'을 발매하며, 빌보드 1위, 4위, 5위에 곡을 진입하며, 더블 플래티늄이라는 상과 기네스북에 오르기도 했다. 또한 같은 해 2003년 더 게임을 인터스코프 레코드와 G-Unit Record와 함께 영입하며 2005년 'The Documentary'앨범 발매에 큰 성공을 거두게 된다. 2008년 7월 17일에 버스타 라임즈가 탈퇴했다.

## 소속 아티스트
- 닥터 드레
- 50 Cent
- 에미넴
- 더 게임
- Stat Quo
- Marsha Ambrosius
- Bishop Lamont
- 켄드릭 라마
- Anderson .Paak
- Jon connor

## 탈퇴 멤버
- 버스타 라임즈
- Tiffany Villarreal
- Joell Ortiz
- Eve
- 렉원
- G.A.G.E.
- Dion
- Brooklyn
- Joe Beast
- Antonio
- 라킴
- Shaunta
- Truth Hurts
- Hittman
- Aimee Terrin
- RBX
- Dawn Robinson
- Last Emperor
- King T.